# Пјер Анри Бинел
Пјер Анри Бинел  (фр. Pierre-Henri Bunel, 7. јул 1952) је француски публициста и бивши обавештајни мајор Француске армије. Обављао је дужност шефа кабинета предводника француске делегације при НАТО у Бриселу, када је 1. октобра 1998. године предао генералу Јовану Милановићу планове НАТО за бомбардовање СР Југославије, што је довело до тога да ова интервенција буде одложена за готово шест месеци. Бинел је због овог поступка осуђен на 5 година затвора.

## Биографија
Након завршене Војне академије Сен-Сир 1973. године, ступио је француску војску. Учествовао је у мисијама у Саудијској Арабији 1990. године.
Крајем 1998. године, када је члан француске делегације НАТО војном комитету при генералштабу у Бриселу, признао је да је важна документа предао српском официру, након чега је оптужен за издају. Признао је да је ова документа предао од јула до октобра 1998. године генералу Јовану Милановићу. Документа су показивала будуће ударе на СРЈ током сукоба на Косову. Док су новине наводно говориле о просрпским везама у француској војсци, он се бранио изјавивши да је радио по налогу француске обавештајне службе како би показао српским официрима да је опасност од бомбардовања реална; касније је променио исказ и тврдио да је то што је радио чинио из мржње према САД.
Дана 15. децембра 2001. осуђен је у војном суду на губитак чина и затворску казну од 5 година. Из затвора је пуштен у пролеће 2002. године.
У септембру 2013. године председник Србије Томислав Николић га је одликовао златном Медаљом за храброст „Милош Обилић“. Медаљу је добио за испољену храброст и дело личног херојства - као члан француске делегације НАТО-а при Генералштабу у Бриселу, предао је српском војном лицу поверљива документа о потенцијалним циљевима за бомбардовање Србије и због тога је осуђен на казну затвора од пет година.

## Одликовања
- Златна Медаља за храброст „Милош Обилић“